# پادره رنچیتوس (آریزونا)
پادره رنچیتوس (به انگلیسی: Padre Ranchitos) یک منطقهٔ مسکونی در ایالات متحده آمریکا است که در آریزونا واقع شده‌است. پادره رنچیتوس ۰٫۷۵ کیلومتر مربع مساحت و ۴۱٬۰۱۱ نفر جمعیت دارد و ۳۶ متر بالاتر از سطح دریا واقع شده‌است.